# Automeris abdominapoensis
Automeris abdominapoensis é uma espécie de mariposa do gênero Automeris, da família Saturniidae.
Sua ocorrência foi registrada no Equador, província de Napo, Cordilheira Ocidental, Cosanga, a 2.150 m de altitude.